# Преље
„Преље ” је југословенски музички ТВ филм из 1991. године. Режирао га је Слободан Радовић а сценарио су написали Светлана Ђурић и Слободан Радовић.